# 汉阳公园 (1910年)
汉阳公园（：／ Hanyang-gongwon；日语：／ Kanyō-kōen），是大韓帝國京畿道漢城府及日治朝鮮京畿道京城府（今韩国首爾特別市）曾存在的公园（于1910年至1919年间存在），位于南山西北。

## 历史
该公园为逐渐增加韩国的日本移民所建。几十年前，朝鲜于闭关锁国的状态下被日本强行开放。致使韩国政府免费租借了南山以北的一大片土地给日本居民建设公园。公园始建于1908年或1909年。公园于1910年5月29日正式开放。朝鲜前君主高宗选择了公园的名称。有约2,000人参加了开幕式。为了纪念公园的开放，高宗亲刻了上有公园名称的石碑；这块石碑于1912年竖立在公园入口处。目前尚不清楚高宗的刻字是否自愿。公园开放数月后，日本正式吞并朝鲜。
1919年7月18日，公园决定关闭，为以后作为朝鲜地区主要神社的朝鮮神宮腾地。其设施在建设神宫的过程中几乎全毁。1928年，该公园仍在该市的公园列表中。然而，1940年其未被列入。

### “汉阳公园”石碑
石碑在拆除过程移到别处，其最终置于后来的南山3号隧道入口附近。在隧道建设的过程中，可能又获转移到附近的另一个安放点。2002年，石碑在篱笆后的草丛中被发现。2009年，其被修复并成为公共展览品。
该石碑尺寸为110厘米×55.5厘米×45厘米。被安放在花岗岩基座上。正面用汉字刻着公园的名称。背面有铭文；到重新发现时，铭文几乎难以辨认。现在从旧照片中可以得知其内容。三根方形石柱环绕着石碑。石头上可能有弹痕；这些弹痕可能是1950-1953年朝鲜战争期间留下的。
这座石碑被描述为殖民时期令人不快但又重要的遗迹。该石碑没有被列入韩国国家遗产，而是被授予首尔未来遗产称号，由首尔市政府管理。这反映了该纪念碑和日在韩机构之间的关系。2017年，这座纪念碑成为国耻之路的一站，这条路线连接南山附近的各个日本机构旧址。